# شارع التكايا (دير الزور)
شارع التكايا شارع تجاري قديم يقع في وسط مدينة دير الزور في سورية.

## موقعه الجغرافي
يعتبر شارع التكايا، من أقدم شوارع مدينة دير الزور، ويقع بالتوازي مع الشارع العام من الجهة الجنوبية، ويمتد من موقف «شواخ» شرقاً حتى «قرنة جعفر» غرباً، ويكتسب هذا الشارع أهمية كبيرة نظراً لموقعه المتوسط، والذي يربط أربعة أحياء مع بعضها بعضاً وهي: الحميدية، علي بك، الجبيلة والرشدية، إضافة إلى المعالم الأثرية والدينية التي يضمها.

## سبب تسميته
سُمّي هذا الشارع بهذا الاسم نسبة للتكايا (مساجد) الموجودة فيه، حيث يضم الشارع تكية الشيخ ويس النقشبندي، بالإضافة إلى تكية الشيخ أحمد النقشبندي «الصغير»، كما يضم الشارع أول ثانوية للبنات كانت تسمى «البنات الأولى»، ويعود تاريخ إحداثها إلى العام 1924، ويوجد في الجهة الشرقية من هذا الشارع حديقة «الشيخ ياسين»، والتي تقع على مساحة عشرة دونمات تقريباً، وتحوي مساحات خضراء وأشجار حراجية متنوعة.